# طوكيو ريفينجرز
طوكيو ريفينجرز (باليابانية: 東京卍リベンジャーズ، بالروماجي: Tōkyō Ribenjāzu) حرفياً (منتقمو طوكيو)، سلسلة مانغا يابانية من كتابة ورسوم «كين واكوي»، بدأت بالصدور في مجلة شونين الأسبوعية عن دار نشر كودانشا منذ مارس 2017، أنتج لها أنمي تلفزيوني من قبل ستوديو ليدين فيلمز تم عرضه بين شهري أبريل وسبتمبر عام 2021، مع حصولها على فيلم تمثيلي عرض في اليابان في يوليو 2021 وسيتم عرض الموسم الثاني من انمي طوكيو ريفنجرز في شتاء سنة 2023 .
فازت المانغا بجائزة كودانشا للمانغا الـ44 عن فئة الشونين، حتى شهر أغسطس سيكون للمانغا أكثر من 35 مليون نسخة مطبوعة متداولة.

## القصة
تدور القصة حول «تاكيميتشي هاناغاكي» بعمر 26 سنة شبه موظف لا يملك أي هدف في الحياة، يعلم في أحد الأيام أن صديقته من المدرسة المتوسطة «هيناتا تاتشيبانا» وشقيقها الأصغر ناوتو قد قتلا في حادث تسببت به عصاب «طوكيو مانجي»، عندما كان تاكيميشي ينتظر دوره القطار تم دفعه من الخلف من قبل شخص مجهول ليعود بالزمن 12 عام إلى الخلف، إلى سنوات دراسته في المدرسة المتوسطة ويستذكر لقائه مع «مانجيرو سانو (مايكي)» زعيم عصابة «طوكيو مانجي (إختصارًا: تومان)»، ثم يلتقي بناوتو شقيق صديقته هيناتا ويخبره بأنه سيموت مع أخته بعد 12 عام ليعود صدفة إلى زمنة الأصلي ويجد أن ناوتو قد نجى من الحادث وأصبح محقق شرطة ويدرك أن زناد حدوث الانتقال بالزمن هو أن يصافح ناوتو.
يكتشف من ناوتو الشرطي أن عصابة طوكيو مانجي قد أصبحت أكثر فسادًا نتيجة سلسلة من الحوادث مما أدى إلى إرتكابهم الجريمة التي أودت بحياة هيناتا، لذا يتعهد تاكيميتشي بإنقاذ هيناتا وعصابة طوكيو مانجي بالسفر إلى الماضي وإصلاح الأحداث التي أدت إلى هذا التدهور.

### أرك ميبيوس
عند عودة تاكيميتشي إلى الماضي، يجبر مع أصدقائه على خوض جولات قتال بإشراف «كيوماسا» أحد أفراد عصابة طوكيو مانجي (إختصارًا: تومان)، وفي محاولته إنقاذ أصدقائه يحوز تاكيميتشي على ثقة وإحترام زعيم العصابة «سانو مانجيرو (مايكي)»، وخلال هذا تبدأ العصابة بالتخطيط لمعركة محتملة مع مجموعة ميبيوس المنافسة لغرض الإنتقام لصديق «باتشن» الذي تعرض إلى الإهانة على يد أفراد ميبيوس، يعلم تاكيميتشي من المستقبل أن الشخص الثاني في تومان نائب القائد «دراكن» سيقتل في هذه المعركة مما يجعل مايكي أكثر عنفًا مع الزمن، ينجح تاكيميشي في إبعاد الخطر عن دوراكين ويقوم باتشين بتسليم نفسه للشرطة التي تعتقل زعيم ميبيوس أيضًا «أوساناي»، وهذا يؤدي إلى إنقسام داخلي في عصابة تومان.
يتمكن تاكيميتشي من إصلاح سوء الفهم الذي حصل بين دوراكين ومايكي وينهي الإنقسام ثم في يوم 3 أغسطس 2005، مجموعة من ميبيوس بقيادة «شوجي هانما» أحد أعضاء عصابة فالاهالا تهاجم عصابة تومان، يعلم تاكيميتشي عندها أن «بيه-يان» تآمر مع عصابة ميبيوس بسبب سخطه من مايكي ودوراكين لسماحهما بإعتقال با-تشين، بينما يخطط كيوماسا على إنفراد لقتل دوراكين بسبب إذلاله له سابقًا، تنتصر عصابة تومان وينجو دوراكين من الموت بإصابة فقط.

### أرك فالاهالا
يعود تاكيميتشي إلى الحاضر، ويجد أن هيناتا وصديقه سيموتان أيضًا في نفس الزمن نتيجة لإنضمام «كيساكي تيتّا» إلى عصابة تومان، فيعود تاكيميشي إلى الماضي ليجد أن كيساكي إنضم للعصابة كقائد لقسم باتشين الذي تم إعتقاله، وخلال هذا ينشق «باجي كيسكي» أحد قادة تومان إلى فالاهالا إلى جانب «كازوتورا هانيميا» أحد المؤسسين لعصابة تومان، مايكي يعد تاكيميتشي بأنه سيطرد كيساكي من العصابة إذا نجح في إعادة باجي إليها، وينضم تاكيميتشي رسميًا إلى تومان كأحد أعضاء فرقة «تاكاشي ميتسويا».
يكتشف تاكيميتشي لاحقًا أن مايكي يحمل ضغينة ضد كازوتورا الذي قام بقتل شقيق مايكي الأكبر شينيتشيرو قبل عامين، بالإضافة إلى هذا يتحالف تاكيميتشي مع «تشيفويو ماتسونو» مساعد باجي في تومان بعد أن يخبره بأن باجي إنتقل إلى فالاهالا بحثًا عن معلومات حول كيساكي، ثم يكتشف أن عصابة فالاهالا أصلًا تم تأسيسها من قبل كيساكي ليصبح مايكي قائدًا لها وتندمج مع تومان بعد أحداث «الهالوين الدامي» في 31 أكتوبر 2005 التي تنتهي بقتل مايكي لكازوتورا الذي قام بقتل باجي في المعركة.
خلال الهالوين الدامي، يتدخل باجي لإيقاف مخطط كيساكي إلا أن كازوتورا يقوم بطعنه من الخلف، وتنتهي الأحداث بإنتصار تومان وسحب فالاهالا إليهم ثم يستغل كيساكي الهزيمة ليحسن وضعه في عصابة تومان، يفشل تاكيميتشي بإنقاذ باجي من الموت لكنه يمنع مايكي من قتل كازوتورا، ويقرر كازوتورا تسليم نفسه للشرطة بينما يتم تعيين تاكيميتشي كقائد للقسم الأول في تومان.

### أرك التنانين السود
بعد عودته للحاضر يجد تاكيميتشي أن عصابة تومان قد تطورت لتصبح «منظمة عملاقة للجريمة» بعد أن سيطرت على عصابة التنانين السود ويبقى الحال كما هو بموت أصدقائه، يعود إلى الماضي ويعلم بأن «هاكّاي شيبا» قد أجبر على مغادرة تومان والإنضمام إلى التنانين السود بطلب من شقيقه الأكبر المتعسف تايجو، قائد تلك المجموعة، وأدى هذا الحدث إلى أن تقوم تومان بالسيطرة وضم عصابة التنانين السوداء لها.
يقوم ميتسويا بعقد صفقة مع تايجو يسمح فيها لهاكّاي بالإنضمام للتنانين السود مقابل تحرير «يوزوها» شقيقة الأخوين تايجو وهاكّاي من العمل في العصابة ولن يسمح لتايجو بالإعتداء عليها، قبل توديعهم هاكّاي يخبر تاكيميتشي وتشيفويو سرًا أن تايجو لا ينوي الوفاء بهذا الوعد ويخطط لقتله ليحرر نفسه مع يوزوها.
يطلب تاكيميتشي من تومان المساعدة لكن ترفض العصابة التدخل لكي لا تخرق الإتفاق مما ينعكس بشكل سلبي على ميتسويا، مع ذلك نجح تاكيميشي وتشيفويو بالحصول على المساعدة من كيساكي وهانما فقط ثم إستنتجوا أن هاكّاي يخطط لقتل تايجو يوم 24 ديسمبر 2005، لاحقًا يواجه تاكيميتشي تايجو ويكتشف أن كيساكي وهانما قاما بخيانته والتخلي عنه كما يفر تشيفيو هاربًا بعدها يتدخل ميتسويا ويساعد تاكيميتشي في هزيمة تايجو.
بعد نجاحه في منع موت تايجو عن غير قصد، يدرك تاكيميتشي أن في الزمن الأصلي من يقوم بقتل تايجو هي يوزوها بعد تحريض من كيساكي ليحمل هاكّاي المسؤولية ويجبره على إتباع أوامره، ثم يقنع تاكيميشي هاكّاي بالوقوف بوجه تايجو من أجل إنقاذ يوزوها وبحضور مايكي ودوراكين في الوقت المناسب تهزم عصابة التنانين السود ويتم ضمها إلى تومان، ثم يقوم مايكي بطرد كيساكي من العصابة بعد أن علم بخيانته.

### أرك تينجيكو
في الوقت الحاضر يعود تاكيميتشي ليجد أن كيساكي قد أصبح من عصابة تينجيكو التي إستحوذت على تومان وتركت مايكي في حالة يأس إلى الحد الذي يبدأ فيه بقتل كل أصدقائه، أثناء تحقيقهما حول تينجيكو يتعرض تاكيميتشي وناوتو إلى إصابات قاتلة لكن قبل أن يموت ينجح تاكيميتشي بالقفز إلى الماضي، عندها سمعت هيناتا تاكيميتشي يتكلم عن موت ناوتو بالإضافة إلى أمر السفر عبر الزمن.
يدرك تاكيميتشي أن قائد تينجيكو هو «آيزانا كوروكاوا» ذو صلة قرابة بعيدة مع عائلة سانو يملك حقد على مايكي بسبب الغيرة خاصة عندما يقوم شينيتشيرو بتسمية مايكي على أنه الزعيم الحقيقي للتنانين السود، وقبل موعد قتالهم في 22 فبراير 2006 المعروف بـ«حادثة كانتو»، بسبب إصابة ميتسويا وقائد القسم الرابع ناهويا كاواتا بجروح خطيرة وانتقال قائد القسم الخامس «ياسوهيرو موتو» إلى عصابة تينجيكو يخسر تاكيميتشي دعم قادة تومان، ونتيجة قيام كيساكي بقتل «إيما» أخت مايكي غير الشقيقة يصاب مايكي ودراكين بحالة إحباط، إلا أن تاكيميتشي ينجح بحشد بقية أعضاء فرقة تومان لمواجهة تينجيكو.
وعند إقتراب القتال من نهايته، يتدخل مايكي ودراكين لأنهما علما من هيناتا أن تاكيميتشي كان يسافر عبر الزمن من أجل إنقاذهم، فتجبر تينجيكو على الإعتراف بالهزيمة عندها يقوم كيساكي بإطلاق النار على كاكوتشو وآيزانا تاركًا الأخير بإصابة بليغة ثم يحاول الفرار، يقوم تاكيميتشي بمواجهته فيبدأ كيساكي بالإعتراف بأن إنضمامه إلى تومان كان لتحسين وضعه الإجتماعي وجذب إنتباه هيناتا، كما انه يبغض تاكيميتشي بسبب علاقته بها، وهو من كان يخطط ويقتل هيناتا في كل خط زمني بسبب رفضها له، أثناء ذلك تصدم شاحنة كيساكي وترديه قتيلًا، بعد حادثة كانتو يهرب هانما، ويقرر مايكي تفكيك عصابة تومان ليسمح لأعضائها بالمضي قدمًا في دربهم الخاص.

### الأرك الأخير
يعود تاكيميتشي إلى زمنه الأصلي ويرى أن أصدقائه على قيد الحياة وحقق هدفه بإنقاذهم لكن مايكي لم يتصل بأحد من أصدقائه منذ 12 عام، بعد أن قام بتأسيس عصابة جديدة باسم «بونتين»، لم يعد تاكيميتشي قادرًا على القفز بالزمن من خلال ناوتو، لكن عندما منع مايكي من إلقاء نفسه من فوق مبنى، قفز تاكيميتشي فجأة بالزمن عائدًا 10 سنوات إلى الوراء في عام 2008 في المدرسة الثانوية، ليكتشف أن صراعًا حدث على السيادة بين عصابة «روكوهارا تانداي» و«براهمان» وعصابة مايكي الجديدة «كانتو مانجي»، على أمل الوصول إلى مايكي ينضم تاكيميتشي إلى براهمان بقيادة «سينجو كاواراغي»، وفجأة تتطور لديه قدرة على رؤية المستقبل.

## الشخصيات
تاكيميتشي هاناغاكي (花垣 武道، Hanagaki Takemichi)
أداء صوتي: يوكي شين
تمثيل: تاكومي كيتامورا [الإنجليزية]
هيناتا تاتشيبانا (橘 日向، Tachibana Hinata)
أداء صوتي: أزومي واكي
تمثيل: ميو إمادا [الإنجليزية]
ناوتو تاتشيبانا (橘 直人، Tachibana Naoto)
أداء صوتي: ريوتا أوساكا
تمثيل: يوسكي سوغينو [الإنجليزية]
مانجيرو "مايكي" سانو (佐野 「マイキー」 万次郎، Sano Maikī Manjirō)
أداء صوتي: يو هاياشي
تمثيل: ريو يوشيزاوا
كين "دراكين" ريوغوجي (龍宮寺 「ドラケン」 堅، Ryūgūji Doraken Ken)
أداء صوتي: تاتسوهيسا سوزوكي
تمثيل: يوكي يامادا
ماساتاكا "كيوماسا" كيوميزو (清水 「キヨマサ」 将貴، Kiyomizu Kiyomasa Masataka)
أداء صوتي: ساتوشي هينو
تمثيل: نوبويوكي سوزوكي [الإنجليزية]
أتسوشي "أكّن" سيندو (千堂 「アッくん」敦، Sendō Akkun Atsushi)
أداء صوتي: تاكوما تيراشيما
تمثيل: هاياتو إسومورا [الإنجليزية]
تيتسوتا كيساكا (稀咲 鉄太، Kisaki Tetsuta)
أداء صوتي: شوتارو موريكوبو
تمثيل: شوتارو ماميا
تاكويا ياماموتو (山本タクヤ، Yamamoto Takuya)
أداء صوتي: يويا هيروسي [الإنجليزية]
ماكوتو سوزوكي (鈴木マコト، Suzuki Makoto)
أداء صوتي: شونسكي تاكيوتشي
كازوشي ياماغوتشي (山岸一司، Yamagishi Kazushi)
أداء صوتي: شوتا هاياما
كيسكي باجـي (場地 圭介، Baji Keisuke)
أداء صوتي: ماساكي ميزوناكا
تاكاشي ميتسويا (三ツ谷 隆، Mitsuya Takashi)
أداء صوتي: يوشيتسوغو ماتسوؤكا
هاروكي هاياشيدا (林田 春樹، Hayashida Haruki)
أداء صوتي: سوبارو كيمورا
ريوهيه هاياشي (林 良平، Hayashi Ryōhei)
أداء صوتي: يوكيهيرو نوزوياما [الإنجليزية]
ناهويا كاواتا (河田 ナホヤ، Kawata Nahoya)
أداء صوتي: كينغو كاوانيشي
ياسوهيرو موتو (武藤 泰宏، Mutō Yasuhiro)
أداء صوتي: دايسكي أونو
نوبوتاكا أوساناي (長内 信高، Osanai Nobutaka)
أداء صوتي: إيجي تاكيوتشي
شوجي هانما (半間修二، Hanma Shūji)
أداء صوتي: تاكويا إيغوتشي
تشيفويو ماتسونو (松野千冬، Matsuno Chifuyu)
أداء صوتي: شو كارينو
كازوتورا هانيميا (羽宮一虎، Hanemiya Kazutora)
أداء صوتي: شونيتشي توكي [الإنجليزية]

## إعلام

### مانغا
المانغا من كتابة ورسوم «كين واكوي»، بدأت بالصدور يوم 1 مارس 2017 في مجلة شونين الأسبوعية لدار نشر كودانشا، كما يُصدر دار النشر فصول المانغا مجمعة في مجلدات تانكوبون، المجلد الأول نُشر في 17 مايو 2017.
في عام 2018 بدأت كودانشا الولايات المتحدة الأمريكية بنشر المانغا في أمريكا الشمالية بشكل رقمي.

#### قائمة المانغا
| م. | الإصدار الياباني | الإصدار الياباني       | الإصدار الإنجليزي | الإصدار الإنجليزي      |
| م. | تاريخ الإصدار    | ردمك                   | تاريخ الإصدار     | ردمك                   |
| -- | ---------------- | ---------------------- | ----------------- | ---------------------- |
| 1  | 17 مايو 2017     | ISBN 978-4-06-395938-3 | 16 أكتوبر 2018    | ISBN 978-1-64-212515-3 |
| 2  | 14 يوليو 2017    | ISBN 978-4-06-510033-2 | 18 ديسمبر 2018    | ISBN 978-1-64-212580-1 |
| 3  | 15 سبتمبر 2017   | ISBN 978-4-06-510188-9 | 15 يناير 2019     | ISBN 978-1-64-212617-4 |
| 4  | 17 نوفمبر 2017   | ISBN 978-4-06-510394-4 | 19 فبراير 2019    | ISBN 978-1-64-212686-0 |
| 5  | 16 فبراير 2018   | ISBN 978-4-06-510969-4 | 19 مارس 2019      | ISBN 978-1-64-212708-9 |
| 6  | 17 أبريل 2018    | ISBN 978-4-06-511206-9 | 16 أبريل 2019     | ISBN 978-1-64-212807-9 |
| 7  | 15 يونيو 2018    | ISBN 978-4-06-511620-3 | 14 مايو 2019      | ISBN 978-1-64-212840-6 |
| 8  | 14 سبتمبر 2018   | ISBN 978-4-06-512238-9 | 11 يونيو 2019     | ISBN 978-1-64-212897-0 |
| 9  | 16 نوفمبر 2018   | ISBN 978-4-06-513248-7 | 16 يوليو 2019     | ISBN 978-1-64-212931-1 |
| 10 | 17 يناير 2019    | ISBN 978-4-06-513874-8 | 13 أغسطس 2019     | ISBN 978-1-64-212966-3 |
| 11 | 15 مارس 2019     | ISBN 978-4-06-514445-9 | 10 سبتمبر 2019    | ISBN 978-1-64-212996-0 |
| 12 | 17 يونيو 2019    | ISBN 978-4-06-515086-3 | 8 أكتوبر 2019     | ISBN 978-1-64-659041-4 |
| 13 | 16 أغسطس 2019    | ISBN 978-4-06-515697-1 | 12 نوفمبر 2019    | ISBN 978-1-64-659113-8 |
| 14 | 17 أكتوبر 2019   | ISBN 978-4-06-517159-2 | 10 مارس 2020      | ISBN 978-1-64-659256-2 |
| 15 | 17 ديسمبر 2019   | ISBN 978-4-06-517549-1 | 12 مايو 2020      | ISBN 978-1-64-659360-6 |
| 16 | 17 مارس 2020     | ISBN 978-4-06-518167-6 | 14 يوليو 2020     | ISBN 978-1-64659-594-5 |
| 17 | 15 مايو 2020     | ISBN 978-4-06-518851-4 | 8 سبتمبر 2020     | ISBN 978-1-64659-693-5 |
| 18 | 15 يوليو 2020    | ISBN 978-4-06-520106-0 | 10 نوفمبر 2020    | ISBN 978-1-64659-799-4 |
| 19 | 17 سبتمبر 2020   | ISBN 978-4-06-520598-3 | 9 فبراير 2021     | ISBN 978-1-64-659952-3 |
| 20 | 17 ديسمبر 2020   | ISBN 978-4-06-521482-4 | 13 أبريل 2021     | ISBN 978-1-63-699046-0 |
| 21 | 17 فبراير 2021   | ISBN 978-4-06-522067-2 | 13 يوليو 2021     | ISBN 978-1-63-699225-9 |
| 22 | 16 أبريل 2021    | ISBN 978-4-06-522883-8 | —                 | —                      |
| 23 | 16 يوليو 2021    | ISBN 978-4-06-524028-1 | —                 | —                      |

### الأنمي
في يونيو 2020، أعلن عن إنتاج أنمي تلفزيوني لمانغا طوكيو ريفينجرز، الأنمي من إنتاج ستوديو ليدين فيلمز وإخراج «كويتشي هاتسومي»، النصوص من كتابة «ياسويوكي موتو»، بينما تصميم الشخصيات من قبل «كيكو أوتا».
تولى «ساتوكي إييدا» الإخراج الصوتي بينما ألحان الموسيقى من قبل «هيرواكي تاتسومي»، عرض الأنمي على محطة إم-بي-إس والمحطات الأخرى في اليابان يوم 11 أبريل وإنتهى يوم 19 سبتمبر 2021.(أ)
أغنية مقدمة حلقات الأنمي من أداء فرقة هيغيدان [الإنجليزية] عنوانها «طفل بكاء»، بينما أغنية النهاية الأولى بعنوان "خذ نفساً هنا" (ここで息をして، Koko de Iki o Shite) من أداء «إيل؛eill»، وأغنية النهاية الثانية «روعة طوكيو» من أداء مجموعة «ناكيموشي»، حصلت كرنشيرول على رخصة عرض الأنمي خارج آسيا، كما تم ترخيصه لشركة ميوس للإتصالات [الإنجليزية] للعرض في جنوب وجنوب شرق آسيا على قناة شركة ميوس [الإنجليزية] على اليوتيوب وخدمة بيليبيلي.
حصل الأنمي على مسلسل من حلقات قصيرة بعنوان تشيبي ريفي (ちびりべ، ChibiReve) للشخصيات بشكل تشيبي، من إنتاج ستوديو بويوكاي بدأ بثه يوم 12 أبريل 2021.

#### قائمة الحلقات
| ر. الإجمالي  | العنوان            | العنوان الأصلي   | المخرج                         | الكاتب        | لوحة قصصية       | تاريخ العرض الأصلي |
| ------------ | ------------------ | ---------------- | ------------------------------ | ------------- | ---------------- | ------------------ |
| 1            | «ولادة من جديد»    | Reborn           | ماكوتو تاماغاوا                | ياسُيوكي مُتو   | شينوبو تاغاشيرا  | 11 أبريل 2021      |
| 2            | «مقاومة»           | Resist           | ساوري تاتشيبانا                | ياسُيوكي مُتو   | ساوري تاتشيبانا  | 18 أبريل 2021      |
| 3            | «عزيمة»            | Resolve          | كاتسويا أسانو                  | ياسُيوكي مُتو   | كاتسويا أسانو    | 25 أبريل 2021      |
| 4            | «عودة»             | Return           | تاكاهيرو أونو                  | يوريكو توميتا | يويتشي آبي       | 2 مايو 2021        |
| 5            | «قفز من جديد»      | Releap           | تاكانوري يانو                  | ياسُيوكي مُتو   | تاكاشي كاواباتا  | 9 مايو 2021        |
| 6            | «ندم»              | Regret           | ريون كوجو                      | يوريكو توميتا | شينوبو تاغاشيرا  | 16 مايو 2021       |
| 7            | «إعادة إحياء»      | Revive           | يو هاريما                      | ياسُيوكي مُتو   | ريه ناكاهارا     | 23 مايو 2021       |
| 8            | «إعادة تغيير»      | Rechange         | ماكوتو تاماغاوا                | ياسُيوكي مُتو   | شينوبو تاغاشيرا  | 30 مايو 2021       |
| 9            | «ثورة»             | Revolt           | أيمي ياماوتشي                  | يوريكو توميتا | أيمي ياماوتشي    | 6 يونيو 2021       |
| 10           | «نهوض من جديد»     | Rerise           | يو هاريما                      | ياسُيوكي مُتو   | ساوري تاتشيبانا  | 13 يونيو 2021      |
| 11           | «احترام»           | Respect          | ريوهيه أوياغي                  | سيكو تاكاغي   | شينوبو تاغاشيرا  | 20 يونيو 2021      |
| 12           | «انتقام»           | Revenge          | كين-إيتشي كوهارا               | سيكو تاكاغي   | كين-إيتشي كوهارا | 27 يونيو 2021      |
| 13           | «فرص ونهايات»      | Odds and Ends    | فوميهيرو أوينو                 | يوريكو توميتا | شينوبو تاغاشيرا  | 4 يوليو 2021       |
| 14           | «انفصال»           | Break up         | دايكي هاندا                    | يوريكو توميتا | دايكي هاندا      | 11 يوليو 2021      |
| 15           | «لا فوز دون ألم»   | No Pain, no gain | كانا كاوانا                    | سيكو تاكاغي   | شينوبو تاغاشيرا  | 18 يوليو 2021      |
| 16           | «في يوم من الأيام» | Once upon a time | ريون كوجو                      | ياسويوكي موتو | ماسايوشي نيشيدا  | 25 يوليو 2021      |
| 17           | «مستحيل»           | No way           | ريوهيه أوياغي                  | يوريكو توميتا | ساوري تاتشيبانا  | 1 أغسطس 2021       |
| 18           | «إطلاق النّار»      | Open Fire        | كين-إيتشي كوهارا               | سيكو تاكاغي   | كين-إيتشي كوهارا | 8 أغسطس 2021       |
| 19           | «منعطف»            | Turn around      | نوريوكي نوماتا                 | ياسُيوكي مُتو   | ماسايوشي نيشيدا  | 15 أغسطس 2021      |
| 20           | «حيّ أو ميّت»        | Dead or Alive    | يو هاريما                      | ياسُيوكي مُتو   | ماسايوشي نيشيدا  | 22 أغسطس 2021      |
| 21           | «الوحيد»           | One and only     | كانا كاوانا                    | ياسُيوكي مُتو   | ماسايوشي نيشيدا  | 29 أغسطس 2021      |
| 22           | «الفرد للكل»       | One for all      | ريون كوجو                      | يوريكو توميتا | ريوكو ناكانو     | 5 سبتمبر 2021      |
| 23           | «نهاية الحرب»      | End of war       | ميتشيرو إتابيساشي ريه ناكاهارا | سيكو تاكاغي   | يوجي أويا        | 12 سبتمبر 2021     |
| 24 (الأخيرة) | «طفل بكاء»         | A Cry baby       | كوجي أريتومي                   | ياسُيوكي مُتو   | ريوكو ناكانو     | 19 سبتمبر 2021     |

### فيلم تمثيلي
أعلن في فبراير 2020 عن إنتاج فيلم تمثيلي مبني على المانغا، الفيلم من إخراج تسوتومو هانابوسا [الإنجليزية]، وتمثيل كل من (تاكومي كيتامورا [الإنجليزية]، ويوكي يامادا، ويوسكي سوغينو [الإنجليزية]، نوبويوكي سوزوكي [الإنجليزية]، هاياتو إسومورا [الإنجليزية]، شوتارو ماميا، ريو ياشيزاوا)، في فبراير من نفس العام أعلن عن توقف طاقم الفيلم عن العمل بسبب جائحة كوفيد-19، تم تحديد موعد عرض الفيلم في اليابان بدايةً في 9 أكتوبر 2020، لكن بسبب إستمرار تأثير الجائحة تم تأجيله حتى أعلن في مارس 2021 بأن موعد عرضه سيكون يوم 9 يوليو 2021.

### عرض مسرحي
حصلت القصة على عرض مسرحي من إنتاج «أوفيس إيندليس» تمت تأديته يومي 6 و22 أغسطس 2021 في مناطق طوكيو وأوساكا وكاناغاوا، العرض من إخراج ناوهيرو إيسيه.

## ردود الفعل
حتى فبراير 2020، بلغ عدد نسخ المانغا المتداولة أكثر من 3 مليون نسخة مطبوعة، بينما في مايو 2021 وصل عدد النسخ المتداولة إلى 17 مليون نسخة، وفي بداية يوليو بلغ 25 مليون نسخة مطبوعة، وحتى أغسطس 2021 تجاوزت عدد نسخ المانغا 35 مليون نسخة مطبوعة متداولة، مانغا طوكيو ريفينجرز حصلت على المركز الثالث لأفضل المانغات مبيعًا في النصف الأول من عام 2021 (المبيعات بين شهري نوفمبر 2020 ومايو 2021) بعد قاتل الشياطين وجوجوتسو كايسن بعدد نسخ مباعة وصل إلى 5 مليون نسخة.
كما وحصلت المانغا على جائزة مانغا كودانشا الـ44 في تصنينف الشونين عام 2020.
في الغرب وضعت رقابة لإزالة شعار الصليب المعقوف البوذي (卍) من اسم عصابة «طوكيو مانجي» في حلقات الأنمي لتجنب الإضطراب الذي قد يحصل نتيجة الخلط بينه وبين الصليب المعقوف النازي (卐) في الحضارة الغربية.

## هوامش
- أ: الموعد الرسمي للأنمي يذكر بأن عرضه سيكون يوم 10 أبريل، لكن لأنه سيعرض بعد منتصف الليل يكون يوم 11 أبريل هو يوم العرض الفعلي.

## طالع أيضًا
- مييروكو تشان
- المحقق ميت فعلا (رواية خفيفة)
- 86 (رواية خفيفة)
- معركة بعد 5 ثواني من اللقاء
- جوجوتسو كايسن
- الأنمي في 2020
- الأنمي في 2021

## روابط خارجية
- الموقع الرسمي للمانغا (باليابانية).
- الموقع الرسمي للأنمي (باليابانية).
- الموقع الرسمي للفيلم (باليابانية).
- الصفحة الرسمية للمانغا على موقع كودانشا كوميكس.
- طوكيو ريفينجرز  في شبكة أخبار الأنمي